# Ronald Jopt
Ronald Jopt (* 23. Januar 1963 in Greiz) ist ein deutscher Artist, Clown und Schauspieler. Bekanntheit erlangte er vor allem durch die von ihm verkörperte Kunstfigur Clown Jopi.

## Leben
Ronald Jopt entstammt einer Theaterfamilie und wuchs in Gera auf. Seine Mutter war Bühnentänzerin, sein Vater, der Schauspieler Harald Jopt, wirkte in verschiedenen DEFA- und Fernsehfilmen mit. 1969 in Gera eingeschult wechselte Ronald Jopt umzugsbedingt am Ende seiner Schulzeit nach Ost-Berlin. Es folgte von 1979 bis 1983 ein Studium an der Staatlichen Schule für Artistik, flankiert von einer Ausbildung an der Musikschule Berlin-Mitte im Fach Klarinette.
Nach einem Engagement am Staatszirkus der DDR, wo Ronald Jopt von 1983 bis 1985 in den Arenen von Zirkus Berolina und Zirkus Busch als Artist/Äquilibrist und Clown auftrat, war er 1985/1986 als Jugendclub-Leiter im Kulturhaus im „Ernst-Thälmann-Park“ Berlin und danach freiberuflich tätig, nahm parallel Schauspiel- und Pantomime-Unterricht und qualifizierte sich neben Sprecherziehung im Stepptanz.
Seine akrobatisch darstellerische Ausbildung ließ er zusammen mit seinen Fähigkeiten als Instrumentalsolist (u. a. auch Dudelsack) in die von ihm entwickelte Figur des Clowns Jopi münden – mit der Ronald Jopt zahlreiche pantomimisch-musikalische Solo-Aufführungen kreierte. Oft auf der Bühne seines selbst ausgebauten Zirkuswagens, mit dem er, von einem Oldtimer-Traktor Famulus RS14/36 gezogen, durch die Lande fährt.
Von 1987 bis 1994 trat er regelmäßig in Projekten der Vorpommersche Landesbühne Anklam auf, später auch am Theater der Altmark Stendal. Es war Ronald Jopts Idee, Anklamer Theaterproduktionen ab 1993 jeweils für die Sommersaison in einem Zirkuszelt, dem Chapeau Rouge, an der Strandpromenade des Ostseebades Heringsdorf zu präsentieren. Von 1999 bis 2002 holte Thomas Langhoff für seine Inszenierung Besuch der alten Dame  von Friedrich Dürrenmatt Ronald Jopt als Gast ans Deutsche Theater Berlin. Mit einem vom Goethe-Institut und dem Auswärtigen Amt getragenen Gastspiel bereiste Ronald Jopt im November 2014 die Mongolei und trat im dortigen Fernsehprogramm auf.
Für die Ausbildung von Clowns, Pantomimen und Schauspieler ist Jopt für zahlreiche Workshops und Ausbildungskurse als Dozent tätig. Er lebt in Berlin und in der Uckermark.

## Theater (Auswahl)
- 1992: Clown Jopi sucht sein 'J'   von und mit Ronald Jopt, Vorpommersche Landesbühne Anklam
- 1993: Der Teilhaber von Barry Hines, Vorpommersche Landesbühne Anklam, Regie: Wolfgang Bordel
- 1994: Happy End von Dorothy Lane / Bertolt Brecht / Kurt Weill, Vorpommersche Landesbühne Anklam, Regie: Wolfgang Bordel
- 1995: West Side Story von Leonard Bernstein, Theater der Altmark Stendal, Regie: Georg Immelmann
- 1996: Die Physiker von Friedrich Dürrenmatt, Theater der Altmark Stendal
- 1997: Vineta – Die versunkene Stadt, Vorpommersche Landesbühne Anklam, Regie: Wolfgang Bordel
- 1999–2002: Besuch der alten Dame von Friedrich Dürrenmatt, Regie: Thomas Langhoff, Deutsches Theater Berlin
- 2004–2006: Musikal–Clownerie, Soloprogramm, Musikakademie Rheinsberg, Rheinsberger Musiktage
- 2007: Der umgedrehte Spieß oder dem Dirigenten auf den Taktstock geschaut, Konzert-Workshop mit der Kammerakademie Potsdam, dem Orchester der Landeshauptstadt und Clown Jopi
- 2008/2009: In Sachen Adam & Eva von Rudi Strahl, Regie: Birgit Lenz, Usedomer Festspiele[5]
- 2010/2011: Ein irrer Duft von frischem Heu von Rudi Strahl, Regie: Birgit Lenz, Usedomer Festspiele
- 2012: Keine Leute, keine Leute von Rudi Strahl, Regie: Birgit Lenz, Usedomer Festspiele
- 2013: Nochmal ein Ding drehen von Rudi Strahl, Regie: Birgit Lenz, Usedomer Festspiele
- 2014: Arno Prinz von Wolkenstein von Rudi Strahl, Regie: Birgit Lenz, Usedomer Festspiele
- 2015: Sonnenallee von Leander Haußmann, Thomas Brussig und Detlev Buck, Regie: Birgit Lenz, Usedomer Hafenbühne[6]

## Kino
- 2003: Luther, Regie Eric Till, Koproduktion: Deutschland / Großbritannien / Frankreich